# Громілін Максим Іванович
Максим Іванович Громілін  (18 серпня 1892, Майдан, Інсарський повіт, Пензенська губернія — 1965, Свердловськ, Росія) — міський голова Сталіно (1928—1930), міський голова Свердловська (1938—1939). Кандидат у члени ЦК КП(б)У в січні 1934 — січні 1937 р.

## Біографія
Народився у селянській родині. Закінчив три класи школи. З 13 років батракував, працював вантажником на пристанях річки Волга та на будівництві Алтайської залізниці.
1913 року призваний до російської армії. Службу проходив у Туркестанському полку. Після початку Лютневої революції 1917 р. дезертирував. Однак під загрозою покарання повернувся в армію. Служив у 255 запасному полку.
Знову дезертирував, перебував у складі загону Тулака під Царициним. 1918 року з'явився у рідному селі, де став головою волосного виконкому. Невдовзі знову пішов в армію — цього разу — в Червону. Служив у Першому Пензенському караульному батальйоні, де був головою прифронтового суду. Був комендантом штабу Донської дивізії. Брав участь у боях проти денікінців та махновців в Україні.
Член РКП(б) з 1919 року.
У 1921—1925 рр. служив помічником окружного воєнкома у Сталіно.
З 15 травня 1925 р. — завідувач Сталінського окружного управління соціального захисту. Через рік — голова окружного адміністративного відділу.
З 1928 по 1930 р. — голова виконавчого комітету Сталінської міської ради на Донбасі. У 1929 році закінчив двомісячні курси при ЦК КП(б)У, з 1930 року навчався у Промисловій академії.
З 1930 р. — голова Всеукраїнського комітету (ВУК) робітників загального машинобудування.
Потім — голова ЦК профспілки металургів східних районів, у зв'язку з чим переїхав до Свердловська. З 1937 — керуючий Свердловськполіграфтресту.
З липня 1938 р. до 11 вересня 1939 р. — голова виконавчого комітету Свердловської міської ради на Уралі.
У 1939—1941 — керуючий Свердловського відділення Спирттехснабу. Під час радянсько-німецької війни — у лавах Червоної армії. З серпня 1946 — директор Свердловського дефібрерного заводу.